# Olszamy (gromada)
Olszamy (błędnie Olszany; do 28 II 1956 Broniszew) – dawna gromada, czyli najmniejsza jednostka podziału terytorialnego Polskiej Rzeczypospolitej Ludowej w latach 1954–1972.
Gromady, z gromadzkimi radami narodowymi (GRN) jako organami władzy najniższego stopnia na wsi, funkcjonowały od reformy reorganizującej administrację wiejską przeprowadzonej jesienią 1954 do momentu ich zniesienia z dniem 1 stycznia 1973, tym samym wypierając organizację gminną w latach 1954–1972.
Gromadę Olszamy siedzibą GRN w Olszamach utworzono 29 lutego 1956 w powiecie białobrzeskim w woj. kieleckim w związku z przeniesieniem siedziby gromady Broniszew z Broniszewa do Olszam i zmianą nazwy jednostki na gromada Olszamy..
31 grudnia 1961 do gromady Olszamy przyłączono wieś Ługowa Wola oraz kolonie Domaniewice, Olkowice, Zbrosza Mała, Bronisławów i Klin Branecki ze zniesionej gromady Pnie.
W 1965 roku gromada Olszamy miała 20 członków gromadzkiej rady narodowej.
Gromada przetrwała do końca 1972 roku, czyli do kolejnej reformy gminnej.